# Арітениесебохе
Арітениесебохе (2-а пол. II ст. н. е.) — цар (коре) Куша.

## Життєпис
Син Аманіхаліки, якого тривалий час вважали царем-попередником Арітениесебохе. Втім тепер зрозуміло, що він панував негайно після Тараканівала. Родинні відносини з останнім до кінця не зрозумілі.
Відомий насамперед зі своєї піраміди № 30 у Мерое. Поруч із цією пірамідою в завалах було знайдено два блоки з його ім'ям. Його ім'я також зафіксовано на фрагменті жертовної таблички, яку було знайдено в Мерое.
Археологічні розвідки дають певно стверджувати, що це цар панував десь у другій половині II ст. н. е. Йому спадкував напевне брат Аманіхаракарем.